# 2013年朝鮮半島危機
2013年朝鮮半島危機是一系列於北韓、南韓、美國和日本等國之間正在進行的緊張局勢。危機主要起始於北韓於2012年12月12日發射光明星3号2期以及2013年2月12日進行核試驗等事件，使得危機情況逐漸升級。北韓並於3月5日宣布不承認朝鮮停戰協定，也透過該國媒體暗示將對南韓或美國使用核武器攻擊。

## 背景

### 發射人造衛星
2012年12月12日，為了紀念建國者金日成的百歲冥誕，北韓發射了人造衛星光明星三號（二期）成功進入太空。發射後，北韓開始慶祝。在隔日，於平壤的一個廣場舉辦聲勢浩大的慶祝活動宣傳本次發射成功。
北韓發射人造衛星後，立刻引起各國爭議。由於先前在美國的要求下，聯合國安理會已通過對包括北韓在內的制裁案，而發射人造衛星無疑代表為彈道飛彈的測試，也象徵北韓有能力威脅各國。各國媒體則感到震驚，中國、俄羅斯和日本媒體皆報導北韓已經成為能夠製造且發射衛星的國家。北美空防司令部則稱，沒有任何衛星、推進器或是碎片會對美國本土造成威脅。
北韓政府則表示，此次發射純粹是讓人造衛星送上預定軌道，否認是軍事方面的測試。北韓也向聯合國登記，指出目的是監測地球的作物、自然資源、天然災害，而每95分25秒為一週期。然而，大部分國家皆表達譴責之意，甚至是與北韓簽訂若受威脅時有必要出兵協定的中國也在譴責行列之內。美國、日本及南韓也都表示譴責，認為這是一次軍事試驗。

### 聯合國安理會制裁
在該次發射之後，南韓、美國、英國與日本向聯合國安全理事會提出對北韓制裁的要求。經過開會討論的結果，最終安理会發表主席聲明，認為此起事件是彈道飛彈的測試。
2013年1月22日，決議認定北韓發射人造衛星是軍事上的測試，而加以制裁。北韓方面則譴責安理會的作為是因為美國的支持，藉此破壞該國的經濟和科技發展，並表示發射衛星的技術與彈道飛彈是相同的。

### 北韓的回應

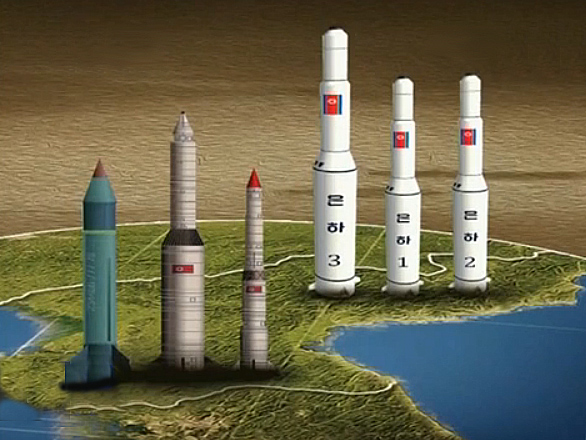
已知的北韓飛彈佈署概略，银河系列运载火箭佈署於北端聲稱作為科學用途，但也可改裝為彈道飛彈。

2013年1月23日，由於聯合國安全理事會的制裁案，北韓表示軍事上將會不限於發展導彈，還會以核武器作為目的。此外，北韓也威脅美國，透露該國的洲際彈道飛彈射程可達美國本土。
|                  | 「在面對下一更高層次，與北韓人民的死敵美國的鬥爭階段時，我們不會隱瞞未來將會發射一系列的衛星及遠程火箭，並且進行核試驗。」 |
| ——北韓國防委員會 | |

北韓指責美國於聯合國領導著「空前地對抗北韓」的活動，實施經濟制裁意圖阻撓北韓經濟發展的努力。國營電視台並表示，這再一次證明北韓必須自身捍衛主權，很清楚地在世界不再使用核武以前，朝鮮半島就不可能非軍事化。

### 北韓

#### 核試驗
2006年10月9日，北韓在吉州郡進行了首次核試驗，不過爆炸的威力小於千噸三硝基甲苯炸藥（TNT）。國際反應幾乎一致譴責，包括中國也呼籲克制與冷靜。另外一次則於2009年5月25日，再度進行另一次試爆，本次的威力比先前更加強大。

## 概況

### 2013年1月
1月1日，金正恩透過官方電視媒體，向南韓傳達希望建立更好關係的消息。
1月24日，北韓發表了針對美國作為目標的導彈計劃和核計劃，聲明還指出美國是「朝鮮人民的死敵」。

### 2013年2月
2月12日，北韓進行核試驗，引發國際上廣泛譴責。
2月15日，北韓告知中國本年度將會進行一場甚至更多的核試驗。

### 2013年3月

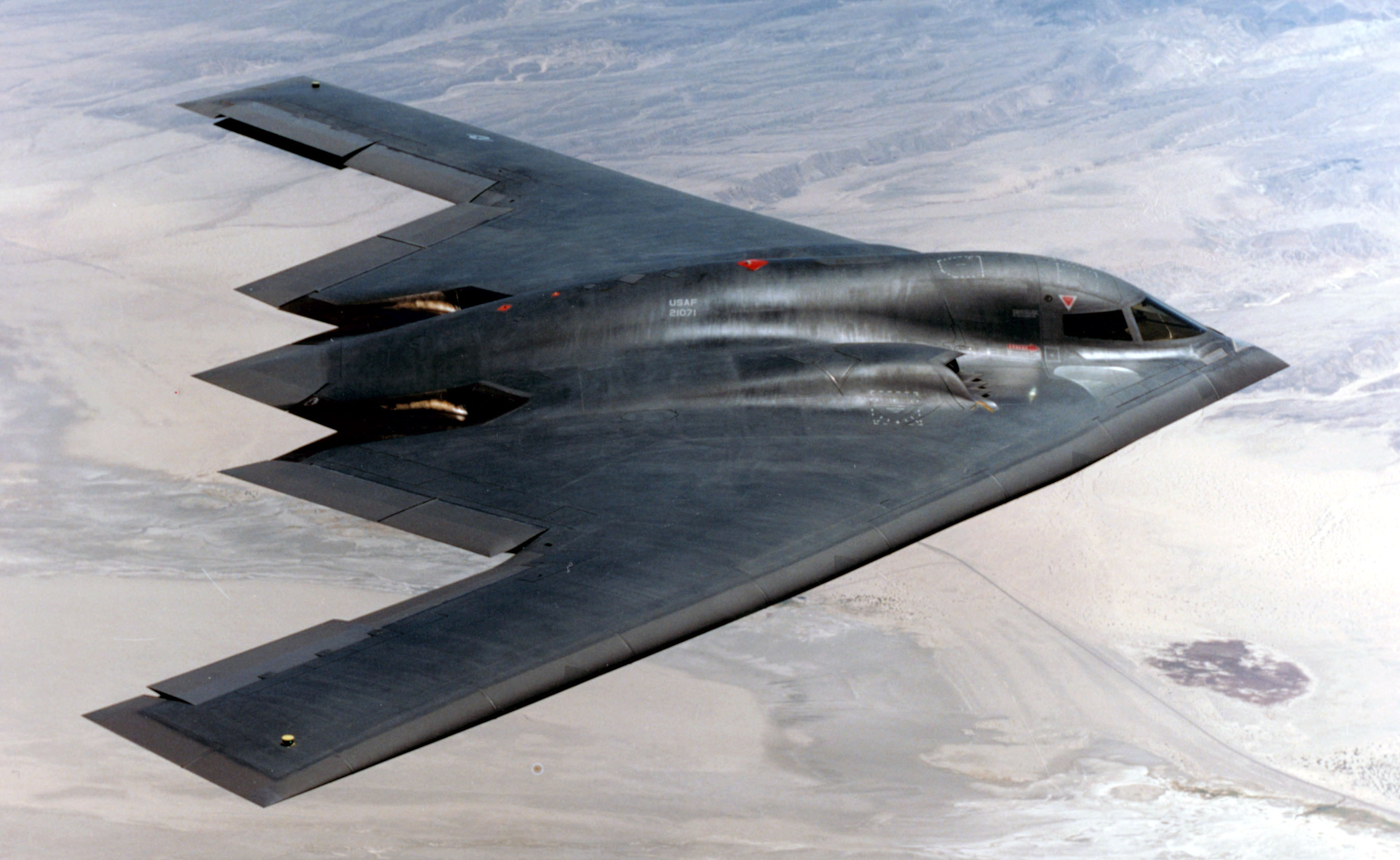
為了回應核試驗，美國在3月28日派遣B-2幽灵战略轰炸机飛越朝鮮半島上空，北韓則威脅將會發射火箭。

在南韓軍與美國軍隊聯合演習期間，北韓威脅廢棄朝鮮停戰協定，並指控聯合演習威脅北韓，美國不願意談判和平條約以取代停戰協定。南韓媒體中央日報報導美國其中有配備核武器的軍艦參與了這次演習，而五角大廈方面也宣布駐關島安德森空軍基地的B52-H飛往南韓，重申美國提供「核保護傘」的立場。
3月8日，北韓政府宣布撤銷所有與南韓的互不侵犯條約，以作為聯合國安理會2094號決議制裁案的回應。 並表示，關閉與南韓邊界所合營的事業，切斷雙方的熱線。
3月11日，美國和南韓在高度緊張的氣氛下進行演習，北韓表示強烈抗議與譴責。
3月13日，北韓確定中止1953年所簽訂的朝鮮停戰協定，宣布不受制於互不侵犯條約。
3月16日，美國國防部長查克·哈格爾報告時指出位在阿拉斯加州的反彈道飛彈系統可能需要重啟，以面對伊朗和北韓的威脅。並在稍早的15日表示，美國將會增加14枚導彈於陸基中途防禦系統，使得系統導彈數量從30枚增加至44枚。到目前為止，30枚的導彈中，4枚於加州的范登堡空軍基地，26枚則於阿拉斯加州的格里利堡（Fort Greely）。這些導彈的主要用途是於彈道導彈來襲時，能在大氣飛行中途時予以攔截，而防禦系統則是用於防禦洲際彈道飛彈的攻擊。不同地，著名裝置愛國者飛彈的愛國者系統或是新型的戰區高空防禦飛彈，功用在於對付戰區彈道飛彈，不論是短程、中程、彈道飛彈（短程、中程、遠程）。參謀長聯席會議副主席詹姆斯·溫尼菲爾德二世也表示對KN-08型洲際彈道飛彈感到擔心，並認為北韓的飛彈發展程度比預期還快速。KN-08型飛彈在2012年的閱兵典禮中首次亮相，由16個輪子的車輛運載展示，但也被部分人士懷疑真實性。此外，哈格爾還透露美國打算再部署AN/TPY-2雷達於位在日本的防禦系統上，此舉可讓預警能力提升，且加強追蹤任何北韓導彈的飛行路線。第一部AN/TPY-2雷達被安裝於日本北部，2006年開始啟用。目前預計第二部將會裝置在日本中部，但幾個月內還不能完全運作。
3月20日，南韓發生網路攻擊事件。此事件之後被確認是來自北韓方面的攻擊。
3月26日，美軍出動關島的B-52轟炸機前往南韓，參加名為「雛鷹」的演習。美國國防部的相關人士指出，這些戰機的活動意在表明美軍有能力維持在該地區「轟炸機持續存在」的情況。同天，日本媒體報導，日本海上自衛隊部署三艘驅逐艦，並擁有彈道飛彈防禦系統。根據不願具名的政府官員表示，兩艘日本的驅逐艦離開長崎縣的佐世保海軍基地，面對東海，其中一艘已被確認為鳥海艦（DDG-176）。第三艘驅逐艦則部署於京都府舞鶴市，面對日本海。這些軍艦推測可能是金剛級或愛宕型。三艘皆配備RIM-161飛彈（SM-3），此類飛彈由美日共同開發，生產後日方購買。以上為根據佐世保地方隊的地方總監吉田正紀的說法。SM-3是反彈道飛彈，目的於摧毀來襲的戰區彈道飛彈，而因為使用輕型大氣層外射彈（LEAP）動能彈頭，範圍高度可至160公里。日本也把在沖繩縣的愛國者PAC-3型飛彈作為攔截北韓飛彈的用途，只要靠近領土或領空，就有可能行動。
3月27日，宣布兩韓之間的熱線中斷，此管道是兩國最後的通信連結。熱線中斷前，根據一名北韓高階軍官透露，在隨時可能爆發戰爭的情況之下，沒有必要保持軍事通信。
3月28日，兩架原在美國密蘇里州的B-2幽灵式隱形轟炸機飛越朝鮮半島上空，且當時處於卸下彈藥的情形在南韓射擊範圍內飛行。五角大廈官員透露這次任務清楚表明，美國有能力迅速進行遠距離、精確攻擊行動。一架B-1槍騎兵戰略轟炸機也被部署至關島。北韓領導人金正恩則宣稱已準備火箭對付美軍在太平洋的基地。
此事針對兩架具核能力的美國B-2幽灵式轟炸機飛越朝鮮半島上空。美國國防部表示，該國完全有能力保衛自身與盟國對上北韓的攻擊，他們堅定地致力於南韓與日本的防禦。
3月30日，北韓宣布進入對抗南韓的戰爭狀態，並表示將以「嚴厲肢體動作」對抗「任何挑釁行為」。 
3月31日，美國空軍的兩架F-22猛禽戰鬥機被重新部署，從日本沖繩嘉手納空軍基地移往駐韓美軍的烏山空軍基地。此機曾於「雛鷹」演習展示，並藉此指導南韓軍方操作。

### 2013年4月

北韓導彈的估計射程範圍。據信舞水端導彈已被安裝於北韓東岸，此處可更加接近美國的阿拉斯加州。美方擁有戰區高空防禦飛彈（THHAD）的關島，也在該導彈的最大射程範圍內。

4月2日，IT網路雜誌BGR的文章中稱，駭客組織匿名者一度成功入侵北韓，並留下「備受爭議的人物金正恩辭職」、「國家轉向自由民主」、「放棄核武野心」、「不審查網路」等呼籲，駭客還表示，如果北韓政府不同意其要求，就會發動「網路戰爭」。同日，北韓宣布將重啟寧邊原子能研究中心中一座於2008年六方會談後關閉的核子反應爐，開始生產鈽元素。
4月3日，匿名者奪取了北韓15,000數量的個資密碼，作為網路戰爭的一部分。之後，該組織還攻擊了我們民族之間網站以及其Twitter和Flickr。同一天，北韓關閉了與南韓合作的開城工業地區，南韓人被要求離開，但大多數人自願留下繼續工作。開城工業地區的運作，在先前被視為是北韓發動戰爭可能性的指標，紐約時報指出，開城工業地區的命運，被認為是北韓究竟有多大的意願對抗南韓，之前繼續運作的跡象，表示北韓言語上的戰爭想法未必反映至行動上。另外，開城曾於2009年三度關閉。

### 2013年5月
5月18日時，北韓向日本海發射共計4枚的短程導彈。

### 2013年6月
中国元首访美后，中方表示中美在朝核问题上的原则立场和总体目标是一致的。

### 2013年7月
7月18日，韩美宣布将举行“乙支自由卫士”联合军演，由美国领导的“联合国军司令部”就称，已经通过朝鲜人民军驻板门店代表部向朝鲜通报了此次“乙支自由卫士”联合军演的时间。
朝鲜人民军驻板门店代表部在8月7号发表了一封致美国和韩国的公开信，要求停止“乙支自由卫士”联合军事演习，并以此向朝鲜展现实现朝鲜半岛无核化的意志。公开信说，要求别人对无核化表现出真诚的行动，而自己却动员大型核动力航母和战略核打击飞行编队进行恐吓对方的战争挑衅，这已经完全抛弃了无核化的同时行动原则。朝鲜半岛的无核化绝不是某一方的无核化，而是应该包括消除对朝核威胁在内的一揽子的、公正的无核化。公开信敦促美韩停止此次联合军事演习，以表现出把朝鲜半岛现在的停战机制转换成和平机制的实践决心。

### 2013年8月
8月10日，朝韩双方在北方界线附近再次发生炮击事件。韩方称，朝鲜率先开炮，韩军随即予以警告还击。而朝方则称，炮声源于普通的“爆破作业”，韩国捏造炮击事件，是反对朝鲜的阴谋。